# Synchrotron

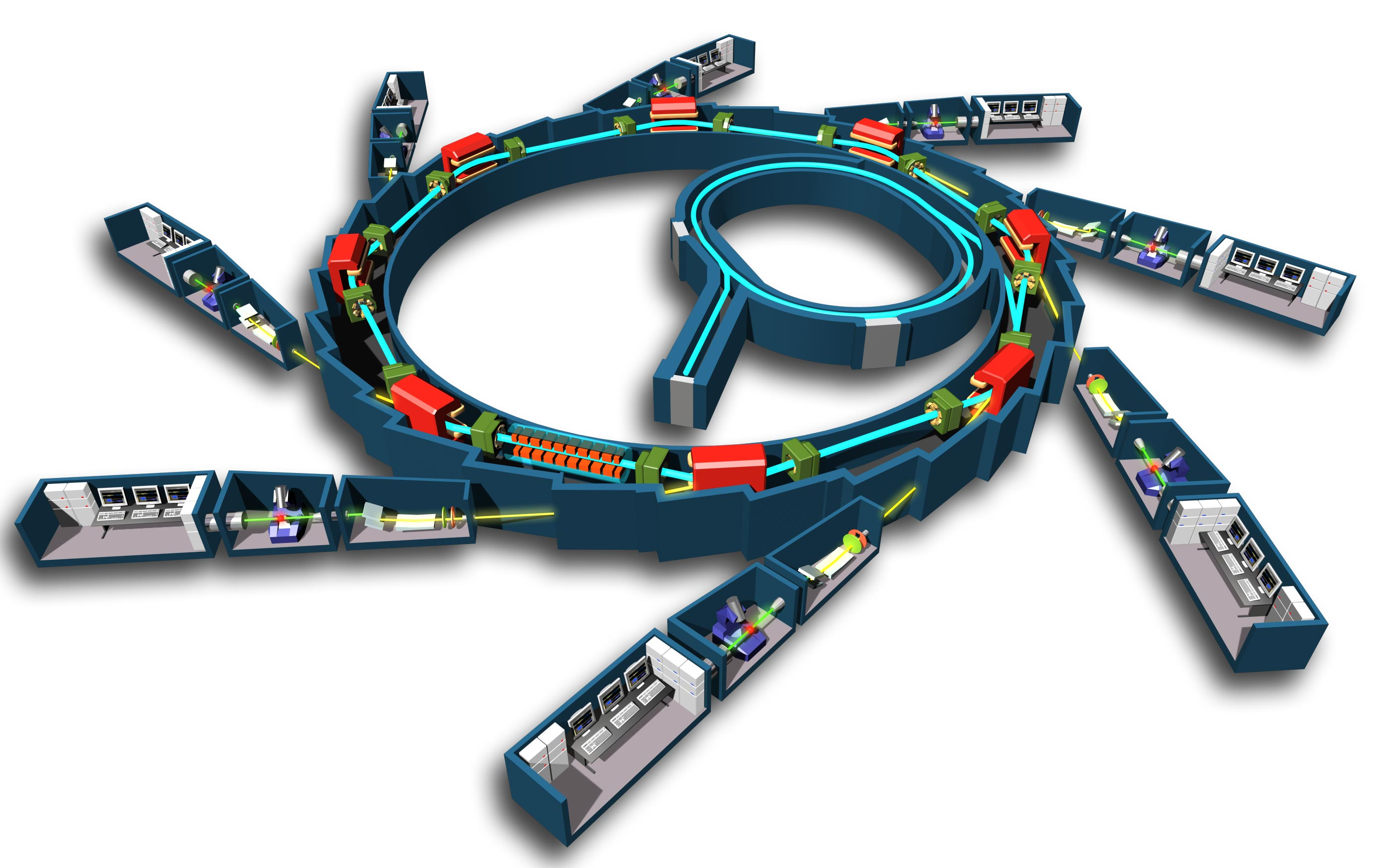
Schemat ośrodka synchrotronowego SOLEIL (Francja)

Synchrotron – szczególny typ akceleratora cyklicznego, w którym cząstki są przyspieszane w polu elektrycznym wzbudzanym w szczelinach rezonatorów synchronicznie do czasu ich obiegu. W synchrotronie, tak jak w każdym cyklotronie (akceleratorze cyklicznym) przyspieszane cząstki krążą w polu magnetycznym. W miarę wzrostu energii przyspieszanych cząstek, pole magnetyczne jest zwiększane, by zachować stały promień obiegu cząstek.
W synchrotronie można uzyskać energię elektronów do 23 GeV, protonów zaś do 1 TeV. Synchrotronową metodę przyspieszania cząstek podali niezależnie w 1944 r. W. I. Weksler i w 1945 E. M. McMillan.
Pierwsze synchrotrony były rozwinięciem koncepcji betatronu, jako akceleratora przyspieszającego cząstki wzrastającym polem magnetycznym. W komorze akceleratora umieszczono dodatkowo elektrody przyspieszające polem elektrycznym. Elektrody były zasilane napięciem przemiennym wielkiej częstotliwości o częstotliwości synchronicznej z czasem obiegu przyspieszanych cząstek.
Przyspieszane cząstki krążą w komorze próżniowej w kształcie pierścienia, po okręgu o stałym promieniu. Rozwiązanie takie umożliwia zmniejszenie wielkości elektromagnesu potrzebnego do zakrzywiania toru cząstek, zwiększenie pola magnetycznego zakrzywiającego tor ruchu oraz zwiększenie promienia toru przyspieszanych cząstek.
W synchrotronach, w których przyspieszane cząstki wykonują setki tysięcy obiegów, zachodzi konieczność nadawania rozpędzanym cząstkom odpowiedniego toru. Gdyby nie podejmowano działań w tym kierunku, jedynie niewielka część z początkowej liczby cząstek dotarłaby do celu. W tym celu kształtuje się odpowiednio pole magnetyczne, początkowo (obecnie tylko w małych akceleratorach) stosowano specjalne ukształtowanie pola zakrzywiającego tor ruchu cząstek i w związku z tym wprowadzono podział akceleratorów na: akceleratory bez gradientu pola, ze stałym gradientem pola, zmiennym gradientem pola.
Obecnie w dużych akceleratorach stosuje się technikę polegającą na rozdzieleniu elementów kształtujących wiązkę i zakrzywiających wiązkę. Między sekcjami zakrzywiającymi tor ruchu, instaluje się sekcje ogniskujące wiązkę oparte zazwyczaj na kwadrupolach.

## Duże synchrotrony

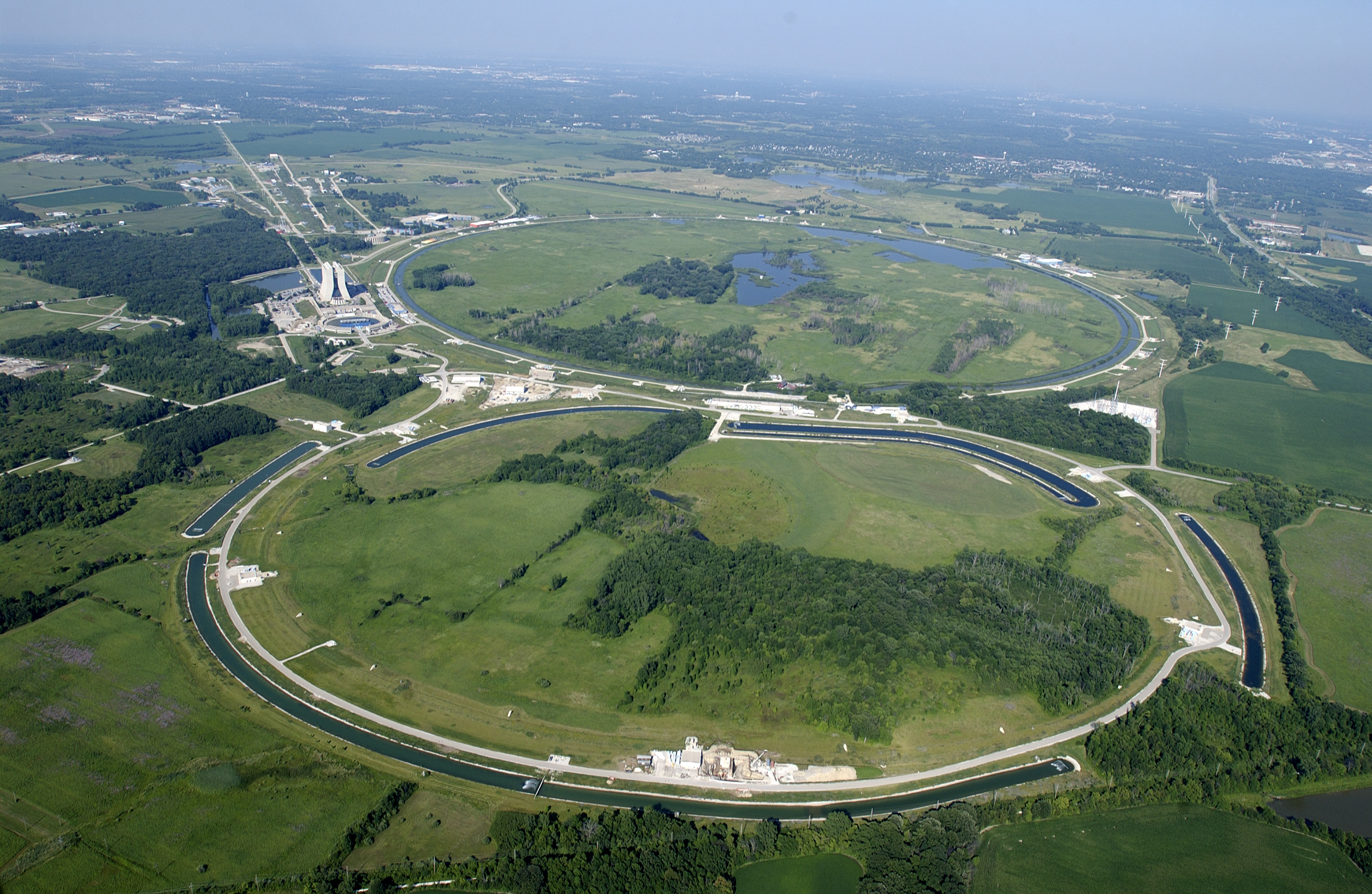
Tevatron w Fermilab (duże okręgi to synchrotrony)

Największy na świecie zderzacz cząstek Large Hadron Collider (LHC) jest umiejscowiony w Europejskim Laboratorium Wysokich Energii (CERN). Zderzacz zawiera synchrotron w tunelu o długości 27 km, w którym wcześniej był zainstalowany zderzacz elektronów z antyelektronami Large Electron Positron (LEP).
Do innych znanych synchrotronów, zaliczyć można Tevatron znajdujący się w Fermi National Accelerator Laboratory (Fermilab), w USA. Przyspiesza on protony i antyprotony do energii ponad 1 TeV (stąd jego nazwa) w celu ich zderzenia; jego obwód wynosi 6,3 km. 29 września 2011 roku Tevatron został wyłączony z użytku.

## Zastosowania synchrotronów
Synchrotrony są wykorzystywane do przyspieszania cząstek, które są następnie zderzane. Największe synchrotrony stosowane są do badań podstawowych.
Synchrotrony bezpośrednio lub przyspieszone w nich cząstki są źródłem charakterystycznego promieniowania zwanego promieniowaniem synchrotronowym. Unikalne właściwości tego światła to m.in. ogromna intensywność w wiązce – jest ono miliony razy jaśniejsze od światła, które dociera do Ziemi ze Słońca. Ponadto w zależności od sposobu generowania promieniowanie synchrotronowe może zawierać fale tylko z wąskiego zakresu częstotliwości, jak i szerokiego, częstotliwość jest łatwa do zmiany i może zawierać się od podczerwieni, przez światło widzialne i ultrafiolet aż do światła rentgenowskiego.
Synchrotrony coraz częściej wykorzystuje się do badań materii skondensowanej w naukach przyrodniczych i technicznych, takie jak biologia, chemia, fizyka, inżynieria materiałowa, nanotechnologia, medycyna, farmakologia, geologia czy krystalografia. Wiązki cząstek, jak i światło synchrotronowe pozwalają zajrzeć w głąb materii i dokonać precyzyjnych analiz. Dzięki nim naukowcy mogą badać zarówno skład badanej substancji, jak i jej strukturę.  Promieniowanie synchrotronowe stymuluje również procesy zachodzące w materii – wywołuje zmiany w badanych obiektach. Synchrotrony pozwalają również uzyskać w krótszym czasie lepsze wyniki tych badań, które wcześniej były realizowane zwykłymi metodami.